# ضرب‌وشتم
ضرب‌وشتم (انگلیسی: Battery) یک بزه مجرمانه است که شامل تماس فیزیکی است که از تعرض که القای این عمل است متفاوت است.